# Turkish Badminton Federation
De Türkiye Badminton Federasyonu (internationale naam: Turkish Badminton Federation) is de nationale badmintonbond van Turkije.
De huidige president van de Turkse bond is Murat Ôzmekik, hij is de president van een bond met 40.000 leden, die verdeeld zijn over 400 verschillende badmintonclubs. De bond is sinds 1992 aangesloten bij de  Europese Bond.